# Feria de Circo Trapezi
La Feria de Circo Trapezi (en catalán, Trapezi, Fira del Circ de Catalunya), también conocido como Trapezi y desde 2011 Trapezi Reus, es un festival español dedicado al circo contemporáneo que se celebra desde 1997, cada año, en el mes de mayo, en Reus. Es considerada la primera feria de circo contemporáneo de España y uno de los eventos más relevantes del sector en España y Europa. En 2012, el Ministerio de Cultura de España le concedió el Premio Nacional de Circo.

## Historia
La idea de crear un evento para promocionar el circo contemporáneo, surgió en 1996, con la propuesta de Alfred Fort y Bienve Moya, ambos trabajadores de la cultura en los ayuntamientos Reus y Villanueva y Geltrú. La primera edición se celebró en 1997. Cada año y hasta 2001, la sede principal se intercambió entre cada uno de estos dos ayuntamientos.
En Reus, la organización correspondió hasta 2004, al Instituto Municipal de Acción Cultural (IMAC) y hasta 2013, al Centro de Artes Escénicas de Reus (CAER). En Villanueva y Geltrú, de 2001 a 2011, la feria se realizó con un formato y programación reducida debido a recortes presupuestarios.
La dirección artística desde sus inicios y hasta 2011 estuvo a cargo de los artistas de la compañía Escarlata Circus, Elisabet Miralta i Clusellas y Jordi Aspa, entre 2012 y 2016, del artista circense Jordi Gaspar, y desde 2017 hasta 2022, del director, dramaturgo y artista de circo argentino, Leandro Mendoza de la Compañía Cíclicus. A partir de 2023 y hasta 2026, las artistas catalanas Alba Sarraute y Cristina Cazorla fueron seleccionadas por concurso público como responsables de la dirección artística de la Feria, tras participar en la licitación.
Como representación de la voluntad de continuidad de Trapezi, desde sus inicios, se usa como símbolo la figura de un elefante, que está presente en la imagen de los carteles y materiales promocionales, así como en la carroza itinerante que pasea por la ciudad como parte de la programación con el nombre «El elefante de Trapezi». Su origen está inspirado en un grabado de un libro antiguo sobre circo y fue construido por Ventura&Hosta Cartrons, un taller de Gerona que fabrica gigantes y cabezudos.
Para la celebración del 20 aniversario, en la edición de 2016, se incluyó la publicación del libro 20 elefantes para un Trapezi, que incluye el trabajo fotográfico de Tjerk van der Meulen y escritos de personajes relacionados con Trapezi, y como parte de la programación, una exposición fotográfica del mismo autor.
En 2020, debido a la pandemia de COVID-19, la feria se pospuso de mayo a octubre cuando se canceló, pero en diciembre de este mismo año, se realizó en una versión adaptada a las regulaciones sanitarias del momento. Desde esta edición se empezaron a incluir en la programación piezas audiovisuales, llamadas Memorias Poéticas, como un nuevo formato virtual para mostrar al público los procesos creativos de los espectáculos. En 2021, volvió a la agenda habitual, pero solo con participación de artistas y compañías nacionales. y en 2022, recuperó la presencia de espectáculos internacionales.
Con motivo del 25 aniversario de la Feria de Circo Trapezi, el 21 de marzo de 2022, se estrenó en la Filmoteca de Cataluña, el documental, Trapezi. Arte, espectáculo y vida, que con la idea de Mendoza y la dirección de Teresa Turiera y Erol Ileri, muestra la historia de Trapezi, el origen y evolución del circo contemporáneo catalán y la relación de Reus con las artes circenses.

## Descripción
La Feria de Circo Trapezi que se realiza anualmente durante cinco días en el mes de mayo, se caracteriza por presentar en promedio unos 30 espectáculos de circo contemporáneo de diferentes disciplinas de artistas y compañías catalanas, nacionales e internacionales, en calles, teatros y espacios públicos de la ciudad. En Reus, son habituales el Teatro Bartrina, el Teatro Fortuny, el Teatro La Palma, así como, la Plaza del Baluard, la Plaza de la Libertad, la Plaza del Mercadal y la Plaza Prim, entre otros. Algunos espectáculos son gratuitos y otros de pago con entradas de bajo coste. La asistencia de público es de aproximadamente unas 100 000 personas.
Entre los artistas y compañías de circo que se han presentado en Trapezi destacan: Pepa Plana, Manolo Alcántara, Graziella Galán, Miguel Ángel Fernández Vanelli, Celso y Frana, Escarlata Circus, Nacho Flores, Alba Sarraute, Cía eia, Rhum & Cía., Oriolo, Los Galindos, Gran Dimitri, Cía. Psirc, Compañía Nueveuno, Circ Bové, Atempo Circ, Marta Sitja, The Brunette Bros., Cirque Barcode, Cirque Rouages, Cirque Trottola, Treteux du Coeur Volant, Les P´tits Bras, entre otros.
Además, cuenta con una agenda para el intercambio de experiencias profesionales entre los componentes del tejido circense y para la promoción de los artistas y compañías con programadores del sector.
El cartel de Trapezi es realizado cada año por un artista, diseñador o ilustrador diferente, como: Ignasi Blanch, Alba Domingo, Marc Sardá, Ferran Estivill, Sergi Herrera o Jan Barceló.

## Premios y reconocimientos
La Feria de Circo Trapezi es considerada como uno de los eventos más relevantes del sector en España y Europa, y la primera feria de circo contemporáneo de España.
En 2007, sus directores artísticos Miralta y Aspa recibieron el Premio Nacional de Circo de Cataluña concedido por la Generalidad de Cataluña «por su aportación a la dignificación y el desarrollo del circo en Cataluña, tanto en la vertiente artística como por la incidencia en el público».
En 2012, recibió el Premio Nacional de Circo, otorgado por el Ministerio de Cultura por «su compromiso con la nueva creación española, su importancia para la proyección internacional de las artes circenses y el acercamiento de este género a todos los públicos» y «por su papel como foro de intercambio entre compañías y programadores de ámbito nacional e internacional, y su contribución a la economía y el turismo». Esta distinción reconoce cada año el trabajo de entidades y profesionales españoles del circo tanto en España como en el extranjero.
La Academia de las Artes Escénicas de España les otorgó la Medalla de Oro en 2023, galardón español que se otorga "a las instituciones que con su trabajo y un recorrido memorable han desempeñado un papel esencial en la divulgación y dignificación de las artes escénicas".

## Galería

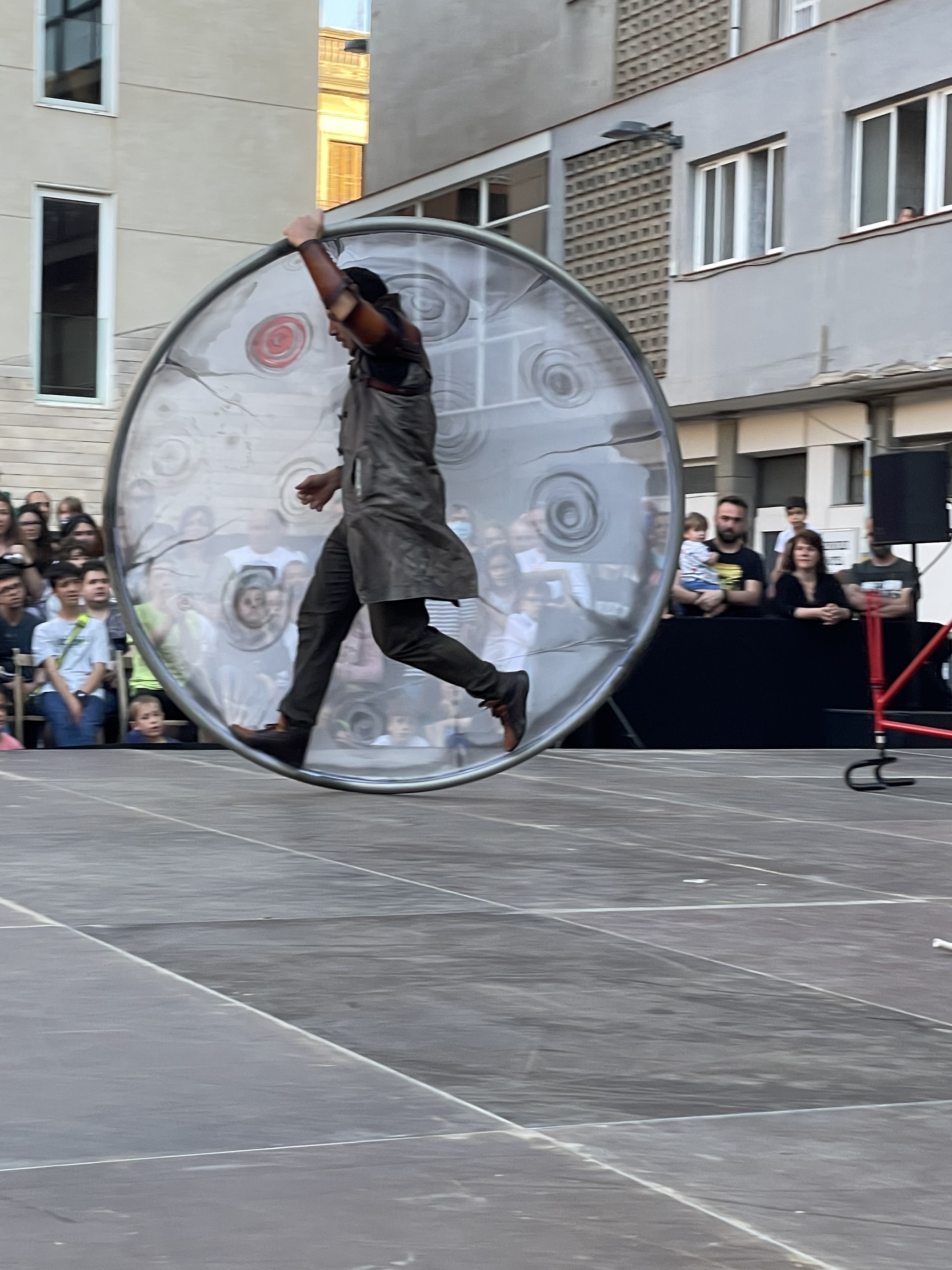
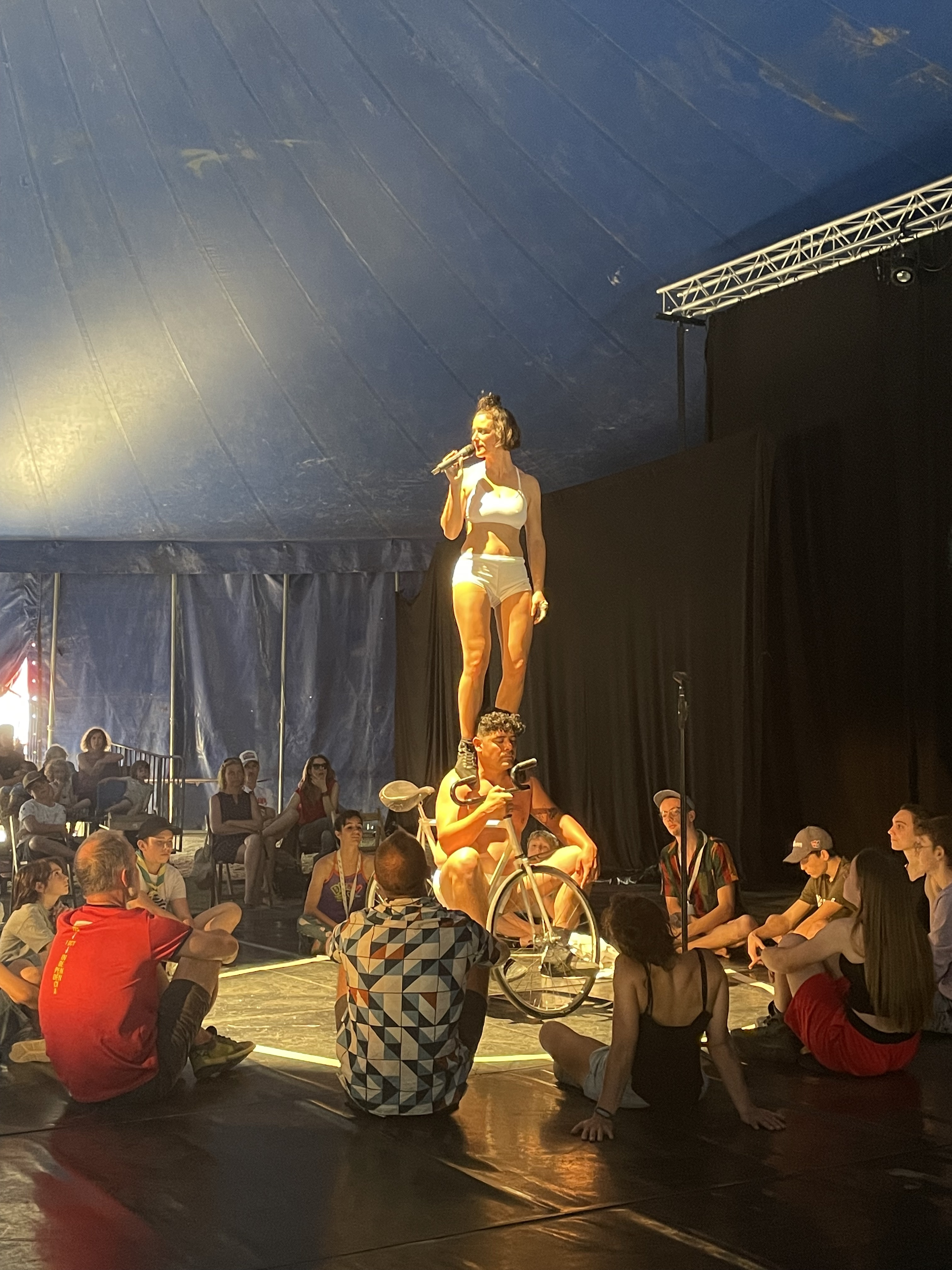
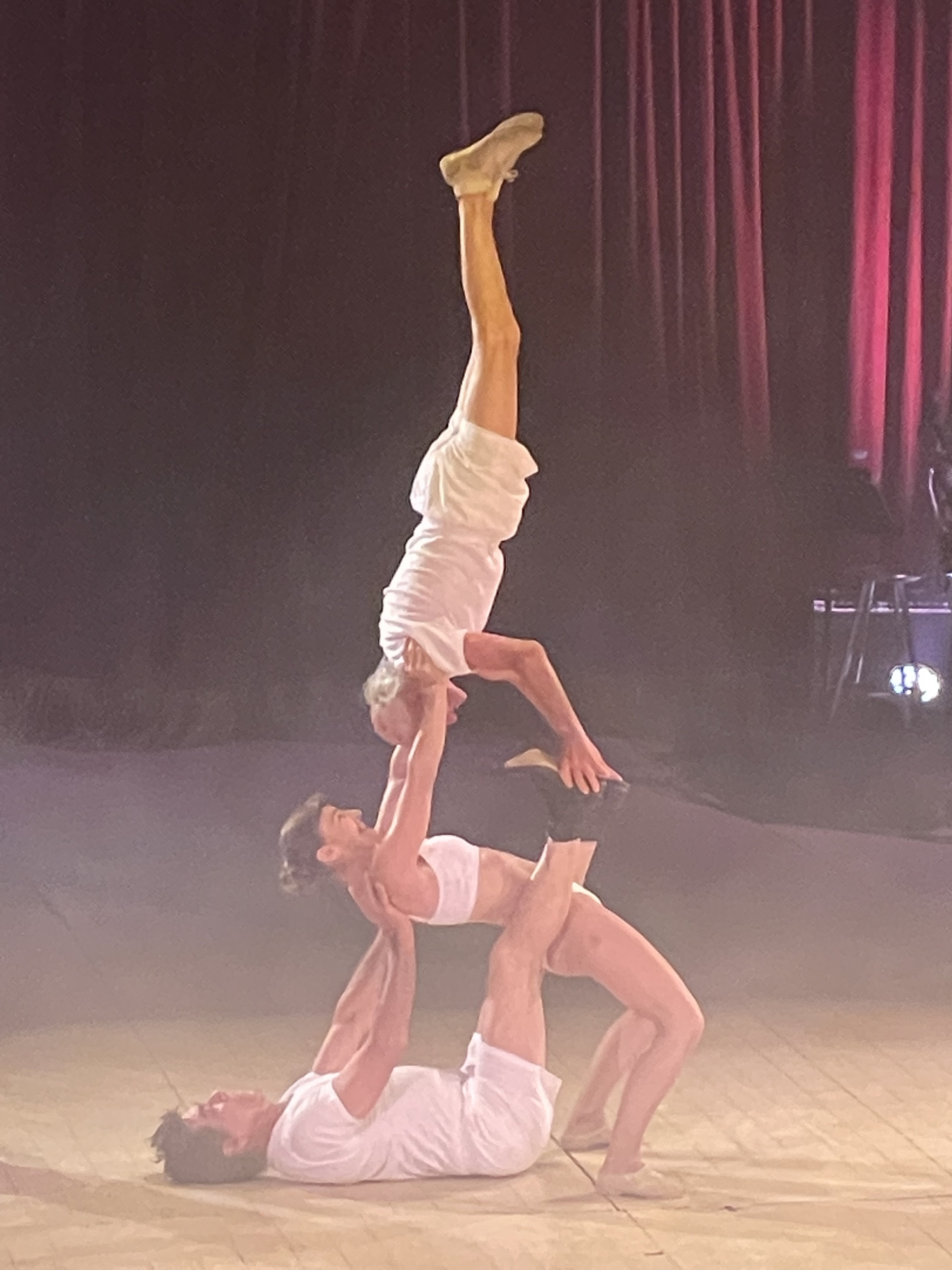
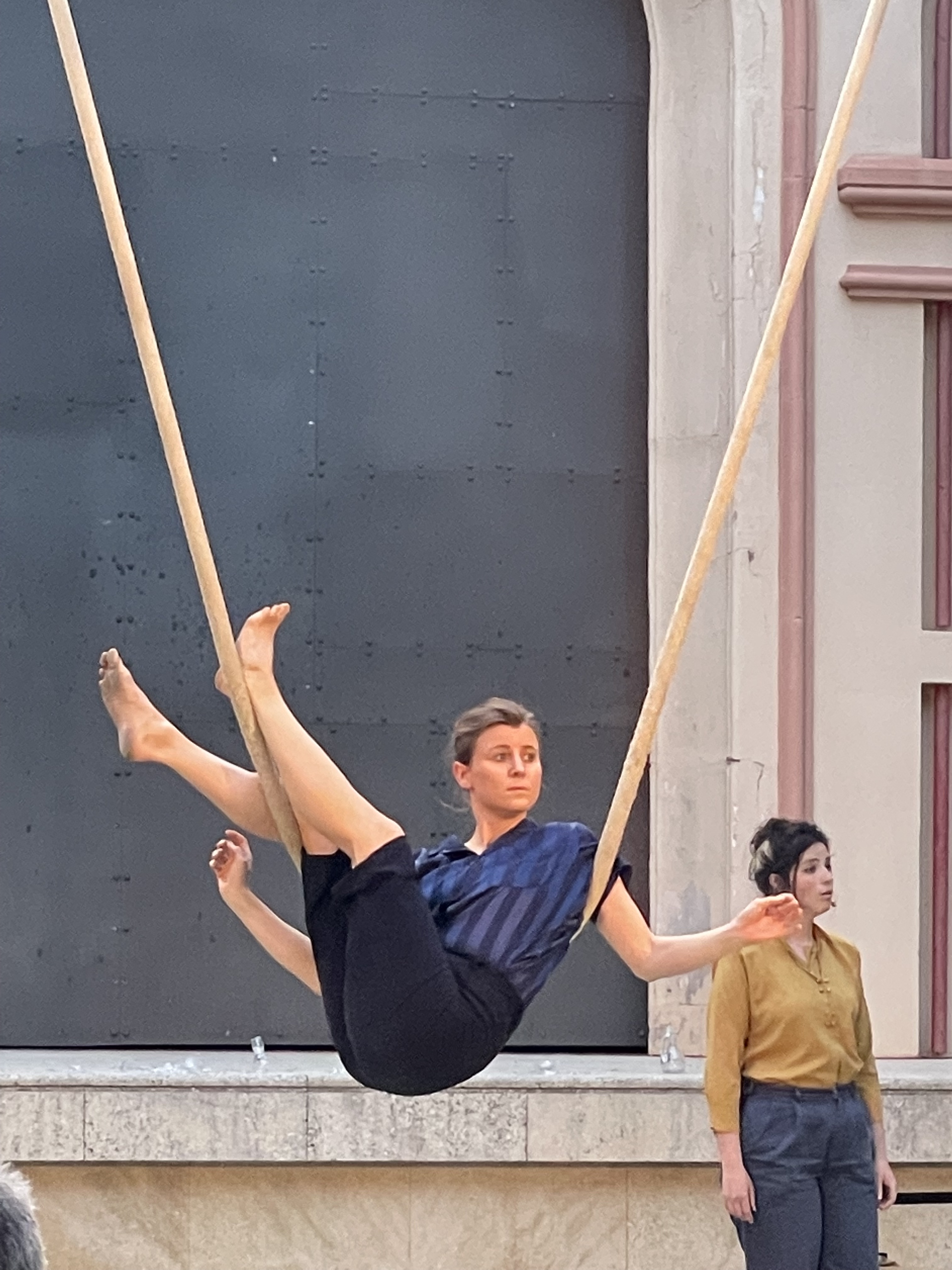
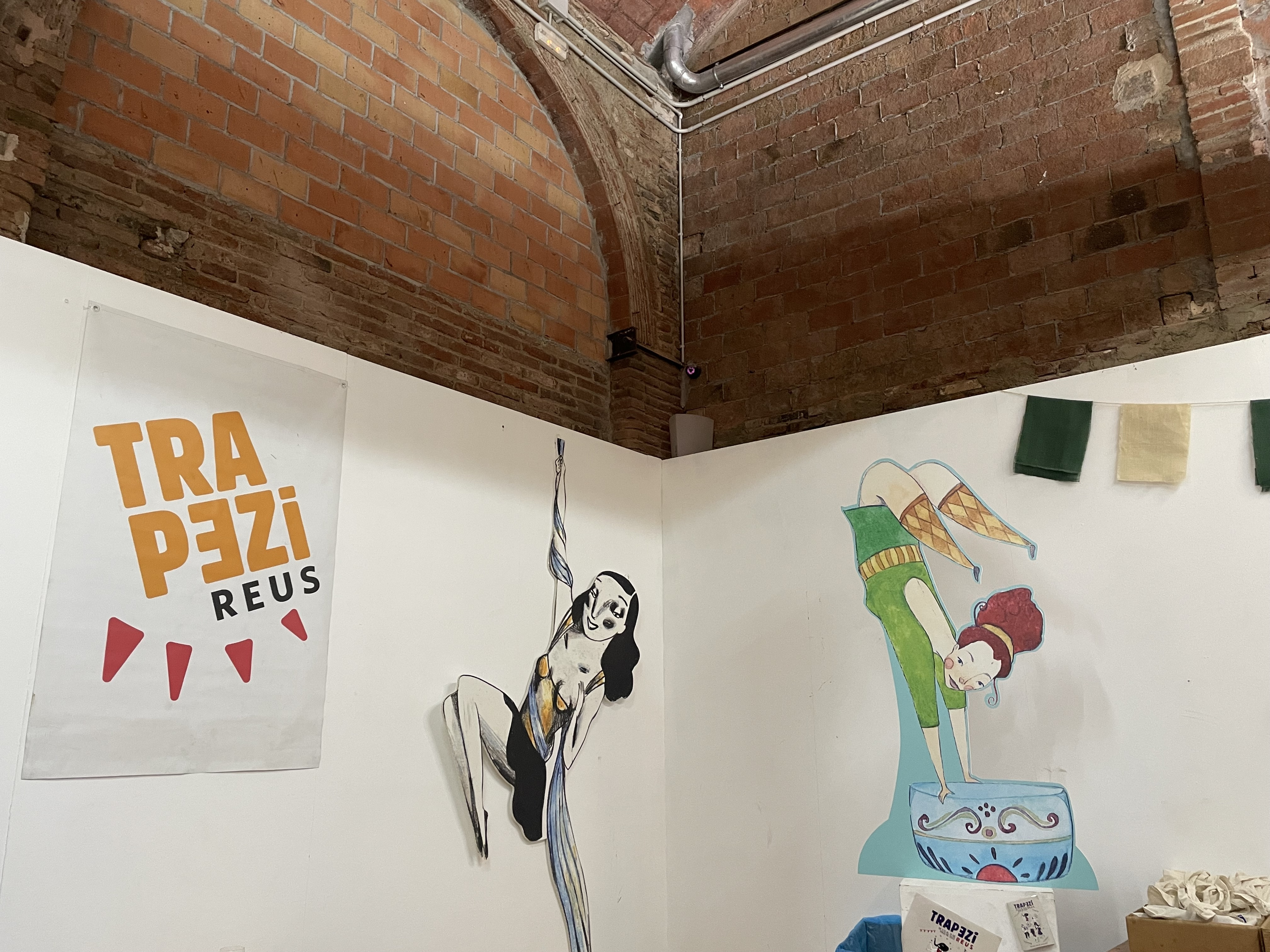
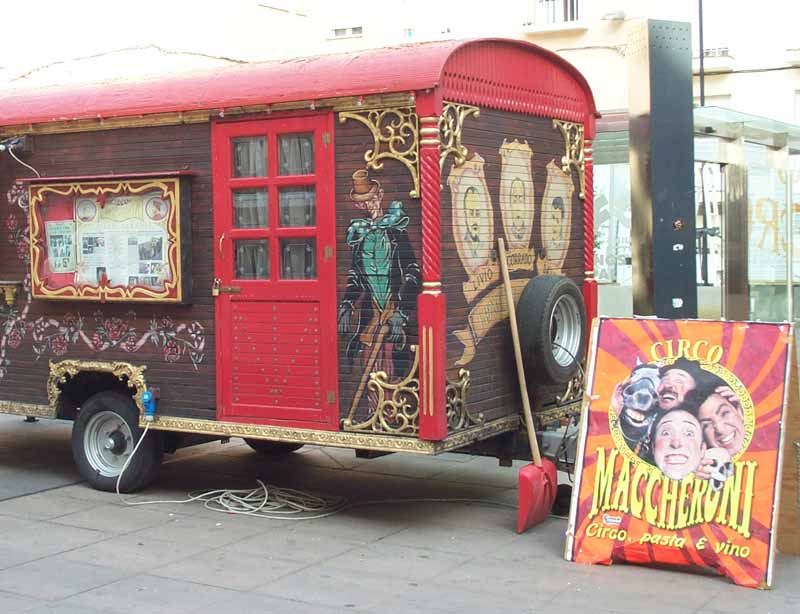
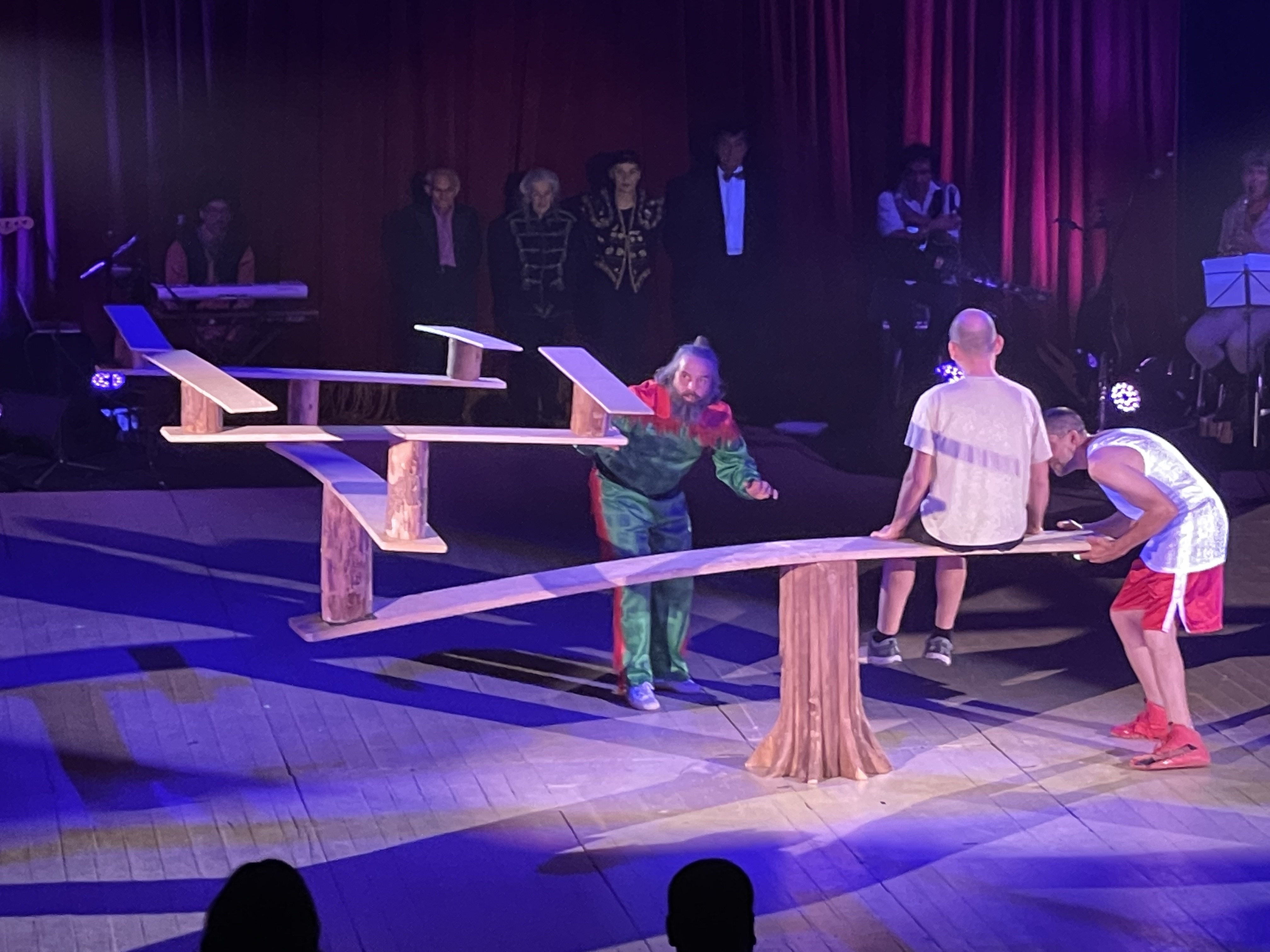
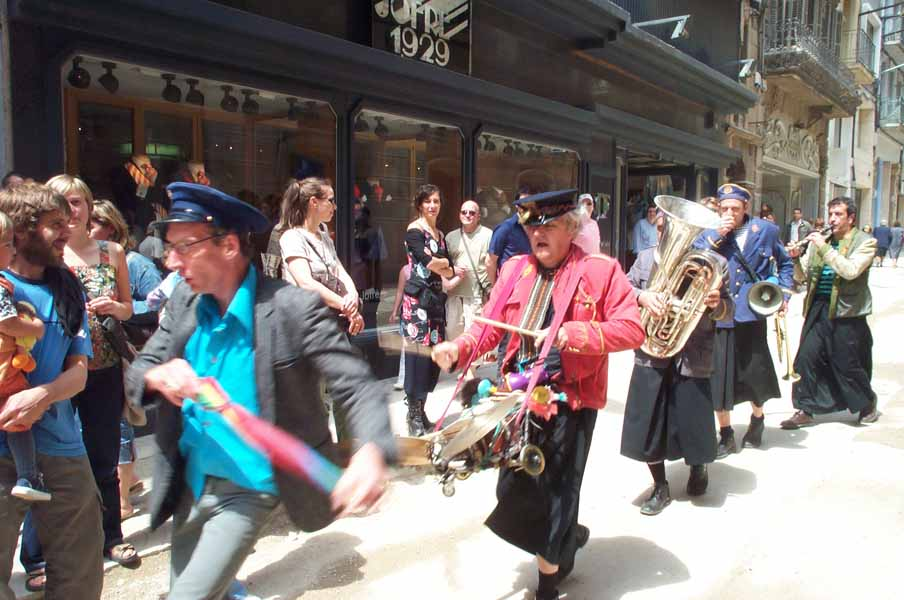